# 徐香顺
徐香顺（1967年7月8日—）是一名韩国女子射箭运动员。她曾参加了1984年美国洛杉矶奥林匹克运动会，并在比赛中获得女子射箭个人金牌。目前她在美国加利福尼亚州自己的体育工作室进行执教。